# 1624
| 1624               |
| ------------------ |
| Dødsfald - Fødsler |
|                    |

| Gregoriansk kalender | 1624 MDCXXIV            |
| Ab urbe condita      | 2377                    |
| Armensk kalender     | 1073 ԹՎ ՌՀԳ             |
| Kinesiske kalender   | 4320 – 4321 癸亥 – 甲子 |
| Etiopisk kalender    | 1616 – 1617             |
| Jødisk kalender      | 5384 – 5385             |
| Hindukalendere       |                         |
| - Vikram Samvat      | 1679 – 1680             |
| - Shaka Samvat       | 1546 – 1547             |
| - Kali Yuga          | 4725 – 4726             |
| Iransk kalender      | 1002 – 1003             |
| Islamisk kalender    | 1033 – 1034             |

Konge i Danmark: Christian 4. 1588-1648
Se også 1624 (tal)

## Begivenheder

### Udateret
- Kongsberg blev grundlagt af kong Christian 4., efter at der var blevet fundet sølv året før

### Marts
- 10. marts England erklærer krig mod Spanien

### August
- 13. august - den franske kong Louis XIII udpeger Kardinal Richelieu som sin premierminister
- 17. august - en voldsom brand ødelægger størstedelen af Oslo, hvorefter Christian 4. opfører den nye by Kristiania ved Akershus

### December
- 24. december - det danske postvæsen begynder af fungere fra Christian 4.'s Børsen. (Ved "postvæsen" forstod man dengang at hestetrukne vogne befordrede ikke blot breve etc., men også personer fra by til by.)